# I'm Happy Just to Dance with You
«I'm Happy Just to Dance with You» es una canción escrita por John Lennon y Paul McCartney y acreditada Lennon-McCartney, y grabada por The Beatles para la banda sonora de la película A Hard Day's Night.

## Composición
Fue escrita específicamente para que la cantara George Harrison, en un momento en que este carecía de confianza para componer su propio material. Años más tarde, McCartney la describió como una «típica canción para salir del paso», y Lennon dijo: «Yo nunca la hubiera cantado».

## Grabación
The Beatles grabaron «I'm Happy Just to Dance with You» en un domingo, la primera vez que usaron los estudios de EMI fuera de un día normal de trabajo.
El grupo grabó también una versión para el programa radiofónico de la BBC From Us to You. La sesión tuvo lugar el 17 de julio de 1964 en el BBC Paris Studio de Londres, y fue transmitido el 3 de agosto de ese año.

## Personal

### The Beatles
- George Harrison – voz, guitarra eléctrica (Gretsch Country Gentleman), guitarra rítmica acústica (Gibson J-160e) y guitarra solista (Rickenbacker 360/12).
- John Lennon – acompañamiento vocal, guitarra rítmica (Rickenbacker 325c64) y guitarra rítmica acústica (Gibson J-160e).
- Paul McCartney – acompañamiento vocal y bajo (Höfner 500/1 63´).
- Ringo Starr – batería (Ludwig Downbeat)

### Equipo de producción
- George Martin - producción
- Norman Smith - ingeniería de sonido

Personal por Ian MacDonald.

## Versión de Anne Murray
La cantante canadiense Anne Murray incluyó una versión de «I'm Happy Just to Dance with You» en su álbum Somebody's Waiting, de 1980. Murray había tenido cierto éxito en años anteriores versionando otras canciones de The Beatles como «You Won't See Me» y «Day Tripper». A diferencia de la original de The Beatles, la versión de Murray de «I'm Happy Just to Dance with You» es una balada del estilo de la música contemporánea para adultos. 
La versión de Murray fue publicada como sencillo a mediados del año 1980, alcanzando el n.º 64 en el Billboard Hot 100 y n.º 23 en la lista country de Billboard en 1980.